# Margaret McCoubrey
Margaret McCoubrey, geborene Mearns (* 5. Januar 1880 in Elderslie, Renfrewshire; † 11. April 1956 in Belfast), war eine in Schottland geborene und in Nordirland wirkende britische Suffragette, Pazifistin, Politikerin und Aktivistin in der Genossenschafts- und Arbeiterbewegung. Sie kandidierte für die Belfast Labour Party und wurde 1920 in den Stadtrat von Belfast gewählt.

## Leben
McCoubrey wurde 1880 in Elderslie in der Nähe von Glasgow in Schottland geboren.
McCoubrey heiratete einen irischen Gewerkschafter und zog nach Belfast. Dort schloss sie sich 1910 der Irish Women’s Suffrage Society an, die 1872 von Isabella Tod in der Stadt gegründet worden war. Sie war eine militante Suffragette an der Seite der Schriftstellerin Elizabeth McCracken und der Ärztin Elizabeth Gould Bell. Als Dorothy Evans 1913 mit dem Aufbau der Women’s Social and Political Union (WPSU) begann, schloss sie sich der britischen Organisation an und reiste als Vertreterin der Frauen im Norden Irlands nach London. McCoubrey behauptete, dass die Suffragetten mit ihrem selbstaufopfernden, gewaltsamen und sich selbst nicht schonenden Einsatz für die Sache eine irische Tradition des Protests fortsetzten.
Bei Ausbruch des Ersten Weltkriegs widersetzten McCoubrey und McCracken sich dem Waffenstillstand der WSPU, die mit der Regierung zugunsten der Kriegsanstrengungen ein Einstellen der gewaltsamen Agitation gegen eine Amnestie vereinbart hatten, und gründeten stattdessen eine Zweigstelle der Irish Women's Franchise League in Belfast. Ihre Bemühungen für Vereinigung aller Frauen wurden jedoch durch die dominierenden konfessionell-politischen Auseinandersetzungen zunichtegemacht. Zu dieser Zeit betrachtete die Mehrheit der Frauen in Ulster den Pazifismus als unpatriotisch und das Frauenwahlrecht als unwichtig im Vergleich zu den Gefahren, die Europa im Krieg drohten. Infolgedessen blieben nur wenige Suffragetten während des Krieges aktiv.
McCoubrey schloss sich der Friedensbewegung an und gewährte Verweigerern aus Gewissensgründen Zuflucht. Im August 1917 leitete sie im Alleingang eine einmonatige Friedens- und Wahlrechtskampagne in Belfast, inspiriert von ihrer Überzeugung, dass „eine Frau, die auf ein Schlachtfeld hinunterblickt, nicht tote Deutsche oder tote Engländer sehen würde, sondern viele Söhne von Müttern“.
Sie wurde Generalsekretärin der Co-operative Women’s Guild und wurde 1922 als Vertreterin der irischen Mitglieder in das neu gegründete International Women’s Co-operative Committee gewählt, das in Basel ins Leben gerufen wurde.
McCoubrey war aktives Mitglied der Independent Labour Party (ILP) und die aus einem Zusammenschluss der ILP und den Gewerkschaften entstandene Belfast Labour Party (BLP). Im Jahr 1920 wurde sie für letztere im Bezirk Dock in Belfast in den Stadtrat gewählt.
1924 wurde aus der BLP die Northern Ireland Labour Party (NILP), die in der Frage, ob Nordirland in seiner Verfassung von 1920 Teil des Vereinigten Königreichs bleiben oder sich dem irischen Freistaat anschließen sollte, keine eindeutige Position bezog. McCoubrey schloss sich einem – weitgehend protestantischen – Teil der Partei an, der, angeführt von den aus Belfast stammenden Harry Midgley und Jack Beattie, vorrangig eine linke Opposition gegen die unionistische Regierung bilden wollte. In einem Artikel in der Labour Opposition von 1926 äußerte McCoubrey die Hoffnung, dass die Arbeiterbewegung eine „friedliche Revolution“ herbeiführen würde, und distanzierte sich von denjenigen, die „Marxsche Theorie für wichtiger hielten als die Versorgung mit sauberer Milch“.
McCoubrey starb 1956 in Belfast.